# تارپ (آلمان)
تارپ (به آلمانی: Tarp) یک شهر در آلمان است که در اشلسویگ-فلنسبورگ واقع شده‌است. تارپ ۵٬۵۶۶ نفر جمعیت دارد.

## خواهرخوانده
شهر بخش آرنهوستوی خواهرخواندهٔ تارپ (آلمان) هست.